# Armando Manzanero

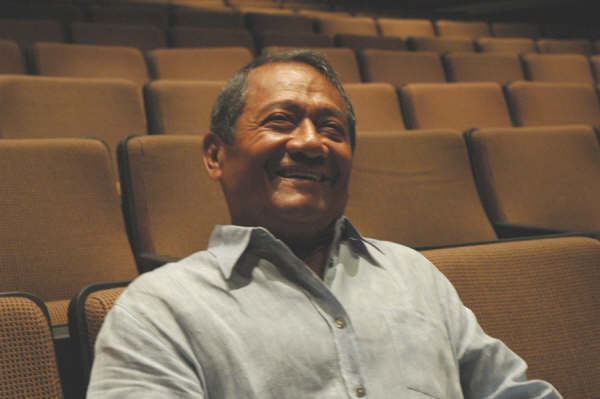
Armando Manzanero, 2005

Armando Manzanero Canché (* 7. Dezember 1934 in Mérida, Yucatán, Mexiko; † 28. Dezember 2020 in Mexiko-Stadt) war ein mexikanischer Pianist, Komponist, Sänger, Schauspieler und Musikproduzent. Manzanero war indigener Abstammung der Maya und gilt als einer der wichtigsten und erfolgreichsten Komponisten Mexikos und Lateinamerikas der Neuzeit. 2014 wurde Manzanero in den Vereinigten Staaten für sein Lebenswerk mit dem Grammy Lifetime Achievement Award der National Academy of Recording Arts and Sciences (NARAS) ausgezeichnet.

## Leben
Armando Manzanero Canché wurde am 7. Dezember 1934 in Mérida, der Hauptstadt des Bundesstaats Yucatán in Mexiko, geboren. Mit acht Jahren kam er in die Escuela de Bellas Artes (Schule der feinen Künste) seiner Heimatstadt, wo er seine ersten Berührungen mit der Musik hatte. Später führte er sein Musikstudium in Mexiko-Stadt, unter anderem bei Rafael de Paz, Mario Ruiz Armengol und Zarzosa, weiter. 1950, im Alter von 15 Jahren, komponierte er mit Nunca en el Mundo seine erste veröffentlichte Melodie, von der international bis heute mehr als 20 Versionen aufgenommen wurden. Im Folgejahr begann er seine Karriere als professioneller Pianist und arbeitete unter anderem für Lucho Gatica, Pedro Vargas und Olga Guillot.
1957 bekam Manzanero einen Vertrag als musikalischer Direktor der mexikanischen Zweigstelle von CBS International. Ab 1958 spielte er unter anderem als Pianist für verschiedene lateinamerikanische Künstler, darunter Pedro Vargas, Lucho Gatica und Raphael. 1959 nahm er sein erstes eigenes Album mit Liebesliedern unter dem Titel Mi Primera Grabación auf, 1960 hatte er mit Voy A Apagar La Luz seinen ersten großen Hit.
Im Jahr 1965 gewann er mit dem Lied Cuando Estoy Contigo den ersten Preis des Festival de la Canción in Miami. 1970 wurde sein Lied Somos Novios von Sid Wayne, dem Komponisten von Elvis Presley, übersetzt. Die englische Version It’s Impossible wurde von Perry Como gesungen und für einen Grammy Award nominiert, der Erfolg wurde jedoch durch ein Gerichtsurteil eines amerikanischen Gerichts überschattet, das Manzanero des Plagiats überführte und ihn zwang, alle durch It’s Impossible erhaltenen Einkünfte abzutreten, unabhängig davon, dass der Originalsong Somos Novios in Spanisch 20 Jahre vorher von Manzanero geschrieben wurde.

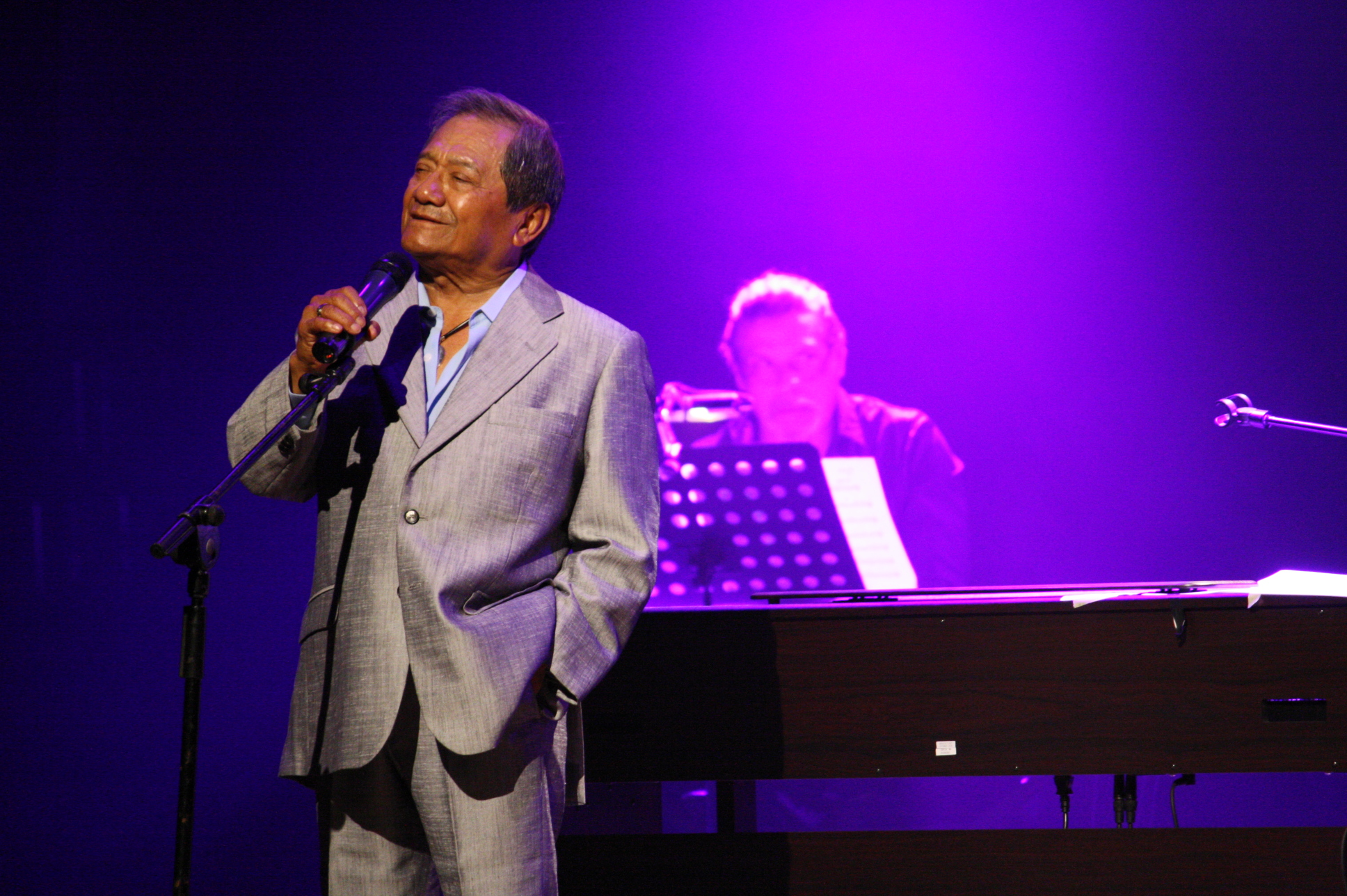
Armando Manzanero bei einem Auftritt in Cehegín, 2010

2011 wurde Manzanero Präsident und einer der wichtigsten Direktoren der Asociación Nacional de Autores y Compositores in Mexiko, vorher war er von 1982 bis 2011 Vize-Präsident. Seine Arbeit zur Verbesserung des Urheberrechtsschutzes stärkte die Vereinigung und führte auch zu internationaler Anerkennung.
Manzanero hat mehr als vierhundert Lieder komponiert; etwa 50 führten zu internationalen Erfolgen. Er nahm an zahlreichen Radio- und Fernsehshows teil und nahm mehr als 30 Musikalben auf; zudem komponierte er die Filmmusik zu einigen Filmen. Während seiner mehr als 50-jährigen Karriere trat Manzanero weltweit auf, vor allem in São Paulo (Brasilien), Buenos Aires (Argentinien), El Metropolitan (Mexiko), dem Teresa Carreño Theater in Caracas (Venezuela), dem Madison Square Garden (New York, Vereinigte Staaten) sowie in zahlreichen großen Städten in Europa und Asien. Werke von Manzanero wurden von zahlreichen Musikern gespielt und gesungen, darunter Tito Rodríguez, Frank Sinatra, Andrea Bocelli, Raquel Bitton Tony Bennett, Elvis Presley, Alejandro Fernández, Luis Miguel, Franck Pourcel, Paul Mauriat, Ray Conniff, María Martha Serra Lima, Mina, Raphael, Roberto Carlos, Christina Aguilera, Manoella Torres, Marco Antonio Muñiz, Angélica María, José José, Tania Libertad, Lucero, Cristian Castro und Il Divo sowie dem Pianisten Raúl Di Blasio und anderen.
Zu den bekanntesten Liedern Manzaneros gehören Voy a apagar la luz, Contigo Aprendí, Adoro, No sé tú, Por Debajo de la Mesa, Esta Tarde Vi Llover (Englische Version: Yesterday I Heard the Rain), Somos Novios (Englische Version: It's Impossible), Felicidad und Nada Personal.
Manzanero starb Ende 2020 im Alter von 85 Jahren an den Folgen von COVID-19.

## Diskografie
- 1959: Mi Primera Grabación
- 1967: A mi amor… Con mi amor
- 1967: Manzanero el Grande
- 1968: Somos Novios
- 1968: Armando Manzanero, su piano y su música
- 1969: Para mi siempre amor
- N/A: Que bonito viven los enamorados
- 1976: Lo mejor de Armando Manzanero
- 1977: Fanático de ti
- 1977: Corazón Salvaje
- 1979: Ternura y Romance
- 1981: Mi trato contigo
- 1982: Otra vez romántico
- 1985: Armando Manzanero
- 1987: Cariñosamente, Manzanero
- 1988: Mientras existas tú
- 1992: Las canciones que quise escribir
- 1993: Entre amigos
- 1995: El piano… Manzanero y sus amigos
- 1996: Nada Personal
- 1997: Intimos (feat. Bebu Silvetti)
- 1998: Manzanero y La Libertad (feat. Tania Libertad)
- 2001: Duetos
- 2002: Duetos 2
- 2002: Lo Mejor de lo Mejor
- 2005: Lo Esencial
- 2006: De la A a la Z (feat. Susana Zabaleta, DVD, MX: Platin)[7]
- 2008: Las mujeres de Manzanero
- 2009: Amarrados (feat. Susana Zabaleta, MX: Gold)
- 2012: Armando un Pancho (Dueto – Francisco Cespedes, MX: Gold)
- 2014: Des Armando a Tania (Dueto – Tania Libertad)